# Monêtier-Allemont
Monêtier-Allemont ist eine französische Gemeinde im Département Hautes-Alpes in der Region Provence-Alpes-Côte d’Azur. Sie gehört zum Kanton Laragne-Montéglin im Arrondissement Gap.

## Geografie
Monêtier-Allemont liegt an der Durance und am parallel verlaufenden Canal EDF, 14 Kilometer von Laragne-Montéglin und 26 Kilometer von Gap entfernt und grenzt im Norden an Vitrolles, im Osten an Claret, im Süden und im Westen an Ventavon und im Nordwesten an Barcillonnette.
Die Ortschaft wird von der Départementsstraße D 1085 passiert, hier ein Teil der Route Napoléon.

## Bevölkerungsentwicklung
| Jahr      | 1962 | 1968 | 1975 | 1982 | 1990 | 1999 | 2008 | 2018 |
| --------- | ---- | ---- | ---- | ---- | ---- | ---- | ---- | ---- |
| Einwohner | 260  | 285  | 286  | 240  | 228  | 265  | 321  | 282  |